# Strażnica KOP „Okopy św. Trójcy”
Strażnica KOP „Okopy św. Trójcy” – zasadnicza jednostka organizacyjna Korpusu Ochrony Pogranicza pełniąca służbę ochronną na granicy polsko-sowieckiej oraz granicy polsko-rumuńskiej.

## Formowanie i zmiany organizacyjne
W 1925, w składzie 4 Brygady Ochrony Pogranicza, został sformowany 14 batalion graniczny. W 1928 w skład batalionu wchodziło 12 strażnic. W latach 1928 – 1934 strażnica znajdowała się w 1 kompanii granicznej KOP „Boryszkowce” , a w 1938 i 1939 w strukturze organizacyjnej 1 kompanii granicznej KOP „Mielnica” funkcjonowała strażnica KOP „Okopy św. Trójcy”. Strażnica liczyła około 18 żołnierzy i rozmieszczona była przy linii granicznej z zadaniem bezpośredniej ochrony granicy państwowej.
W 1932 obsada strażnicy zakwaterowana była w budynku KOP. Strażnicę z macierzystą kompanią łączyła szosa długości 21 km.

## Służba graniczna

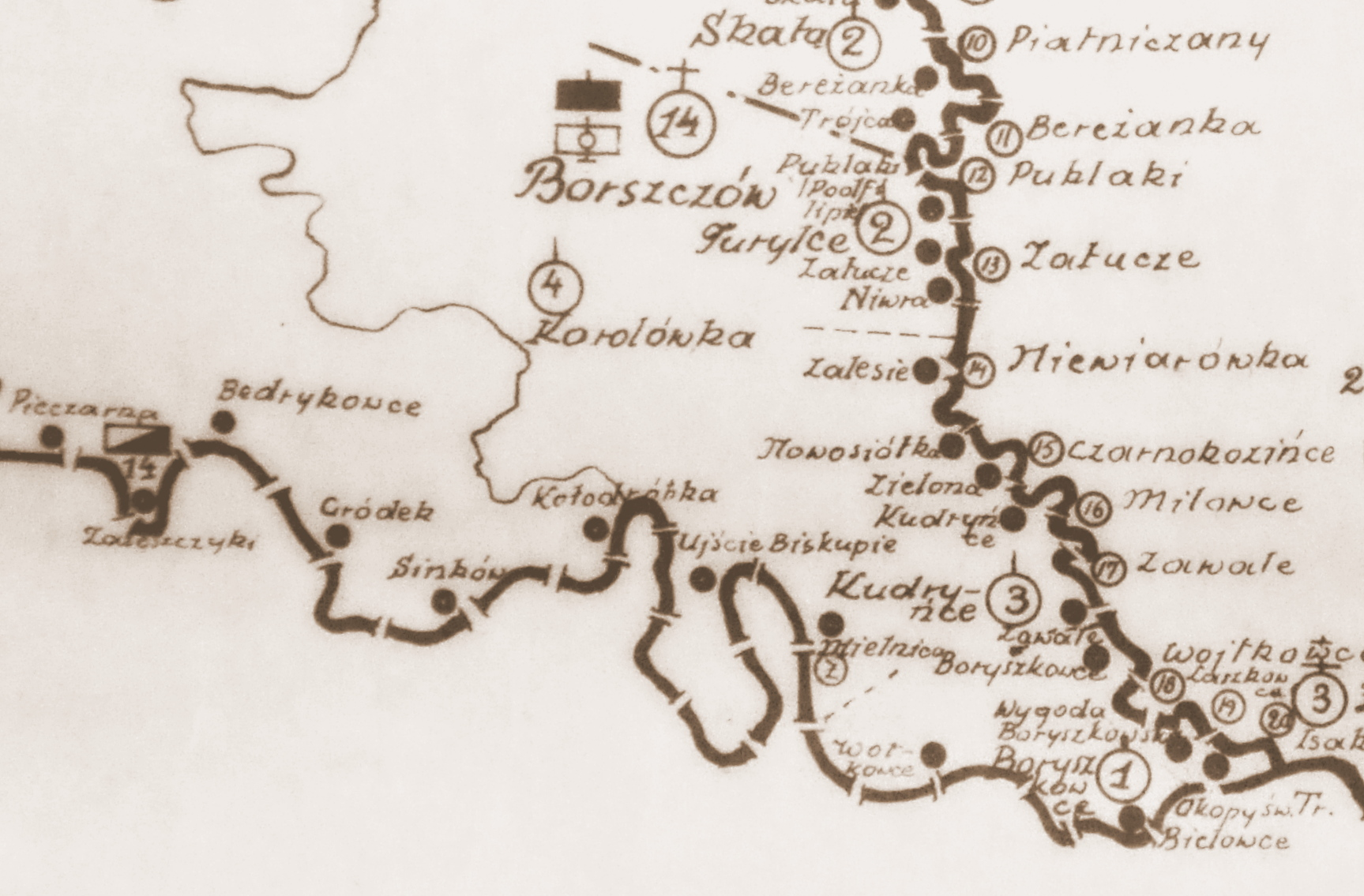
Rozmieszczenie batalionu KOP „Borszczów” w 1931

Podstawową jednostką taktyczną Korpusu Ochrony Pogranicza przeznaczoną do pełnienia służby ochronnej był batalion graniczny. Odcinek batalionu dzielił się na pododcinki kompanii, a te z kolei na pododcinki strażnic, które były „zasadniczymi jednostkami pełniącymi służbę ochronną”, w sile półplutonu. Służba ochronna pełniona była systemem zmiennym, polegającym na stałym patrolowaniu strefy nadgranicznej, wystawianiu posterunków alarmowych, obserwacyjnych i kontrolnych stałych, patrolowaniu i organizowaniu zasadzek w miejscach rozpoznanych jako niebezpieczne, kontrolowaniu dokumentów i zatrzymywaniu osób podejrzanych, a także utrzymywaniu ścisłej łączności między oddziałami i władzami administracyjnymi.
Strażnica KOP „Okopy św. Trójcy” w 1932 ochraniała pododcinek granicy państwowej szerokości 9 kilometrów 500 metrów od słupa granicznego nr 2281 do 2290, a w 1938 pododcinek szerokości 13 kilometrów 120 metrów od słupa granicznego nr 2271 do 2290 → granicy sowieckiej i od słupa granicznego nr 136 do 130 → granicy rumuńskiej.
Sąsiednie strażnice:
- strażnica KOP „Wygoda Boryszkowiecka” ⇔ strażnica KOP „Bielowce” – 1928[2], 1929[3], 1931[4] , 1932[12], 1934[6]
- strażnica KOP „Boryszkowce” ⇔ strażnica KOP „Bielowce” – 1938[7]